# Hôtel Roanoke
L'hôtel Roanoke (en anglais : Hotel Roanoke) est un hôtel américain situé à Roanoke, en Virginie. Installé dans un bâtiment inscrit au Virginia Landmarks Register depuis le 18 octobre 1995 et au Registre national des lieux historiques depuis le 16 février 1996, cet établissement est membre des Historic Hotels of America depuis 2002 et des Historic Hotels Worldwide depuis 2014.